# شارون نيدلز
شارون نيدلز (من مواليد 28 نوفمبر 1981)، هو اسم المسرح لآرون كودي ، وهو دراق كوين ومغني أمريكي. برزت نيدلز بسرعة فائقة في روبول دراق ريس، حيث سرعان ما أصبحت المفضلة لدى المشاهدين وتوّجت لاحقاً باللقب في إبريل 2012.

## بداية حياته
ولد آرون كودي نيوتن، آيوا كان صريحًا في مناقشة سنوات طفولته الصعبة في ولاية آيوا عندما واجه مضايقات ضده لكونه مثلي، مما دفعه إلى ترك المدرسة قبل أن يتمكن من إكمال تعليمه الثانوي.
في عام 2004 انتقل كودي إلى بيتسبرغ، بنسيلفانيا حيث بدأ العمل كدراق كوين محترف مع اسم المسرح شارون نيدلز (وهو عبارة عن لعبة على الكلمة Sharin' needles) في النوادي الليلية ومختلف الأماكن الأخرى مع فرقة الدراق كوينز هاوس اوف هانت والتي تصفها نيدلز بأنها «صخرة بانك، ومزيج فوضوي من الموهوبين وغريبي الأطوار».

## حياته الفنية
روبول دراق ريس

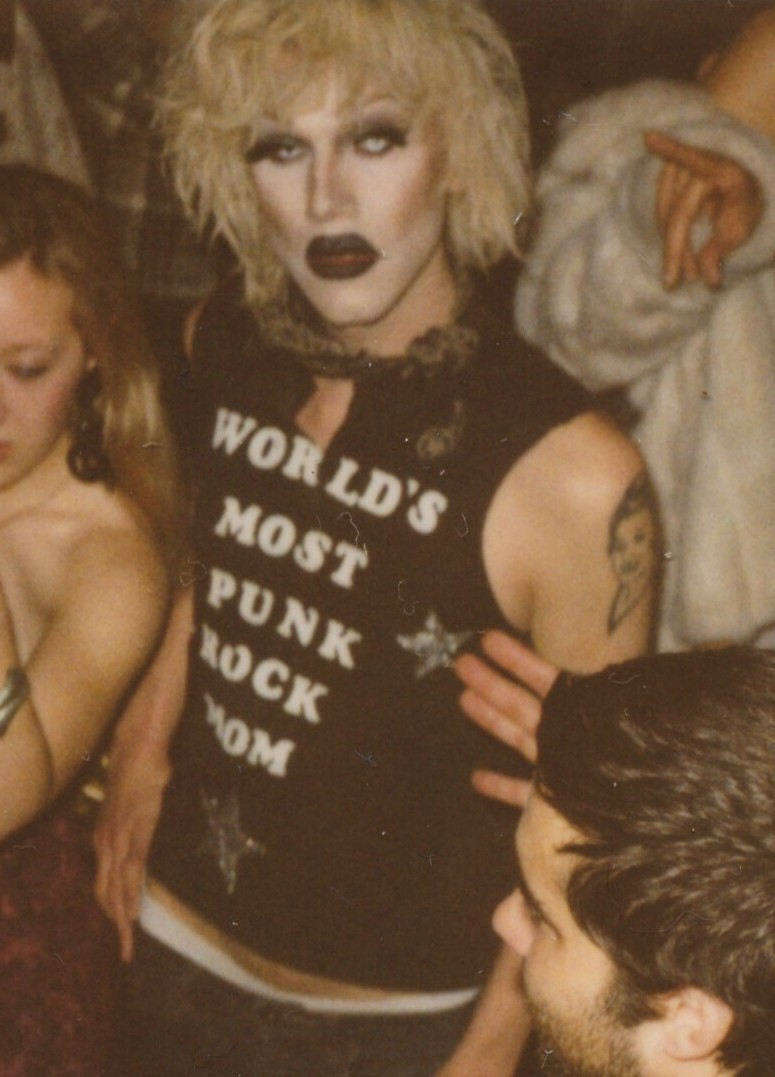
نيدلز عام 2012

في نوفمبر 2011 تم الإعلان عن اختيار نيدلز للتنافس كمتسابق في الموسم الرابع من روبول دراق ريس. بدأ الموسم لأول مرة في 30 يناير 2012 ، ومع فوز نيدلز بأول تحدٍ، برزت وأصبحت تتميّز بأناقة أسلوبها الـ "ghoulish" للأزياء وخيارات المكياج غير التقليدية. في ليلة العرض الأول أشاد تانر سترانسكي كاتب عمود في مجلة انترتينمنت ويكلي بأسلوب نيدلز الرهيب على أنه «عبقري»، وتساءل: «هل شارون نيدلز هو أفضل دراق كوين على الإطلاق؟».
طوال الموسم الرابع من روبول دراق ريس برزت نيدلز نفسها أمام الجماهير وأصبحت المفضلة لدى وسائل الإعلام ولجنة الحكام والمشاهدين على حد سواء بسبب ذكائها وتواضعها وتفردها، في 27 مارس 2012 غردت ليدي غاغا - «شارون نيدلز تبدو رائعة الليلة في روبول دراق ريس. هل هناك أي إيجارات لجولتي؟». ومع ذلك نيدلز نفسها اعترفت بأنها كانت تشك بإمكانية فوزها، مشيرةً إلى «كونها كوميدية ومخيفة ورؤية إلى أي مدى كان ذلك النوع من الدراق كوينز قد يصلون في المواسم الماضية، كنت سأصدم إذا قمت بتجاوز اليوم الأول».
في المواسم السابقة لـ روبول دراق ريس تسربت شائعات عن الفائزين السابقين قبل أن يتم بث الحلقات النهائية لذا تم اتخاذ القرار بعدم إجراء تسجيل مسبق للحلقة النهائية التي تعلن عن الفائز في الموسم. بدلاً من ذلك قرر روبول منح المشاهدين فرصة للتعبير عن آرائهم حول من يجب أن يفوز قبل تسجيل الحلقة الأخيرة في 25 أبريل 2012. تم تصوير ثلاث نتائج تعلن عن كل من «المتأهلين الثلاثة» كالفائزين، اما النتيجة الحقيقية المعروفة فقط لـ روبول وعدد قليل من المشاركين في التحرير. تم بث الحلقة النهائية في 30 أبريل 2012 وتوجت نيدلز باللقب.
في يونيو 2012 فازت نيدلز في التصويت على فيسبوك لتظهر كمتسابقة في روبول دراق ريس: أول ستارز، ولكنها رفضت المشاركة. وأكدت أيضا أن بديلتها في المسابقة ستكون زميلتها في Rupaul’s Drag U والوصيفه في التصويت باندورا بوكس.
الموسيقى
في 29 يناير 2013 أصدرت نيدلز أول ألبوم استوديو لها PG-13، الذي حاز على المرتبة 186 في قائمة بيلبورد 200 في الولايات المتحدة حيث بيع 3000 نسخة في الأسبوع الأول. في أبريل 2013، شاركت في أغنية "RuPaulogize" من ألبوم ويلام بيلي Wreckoning.

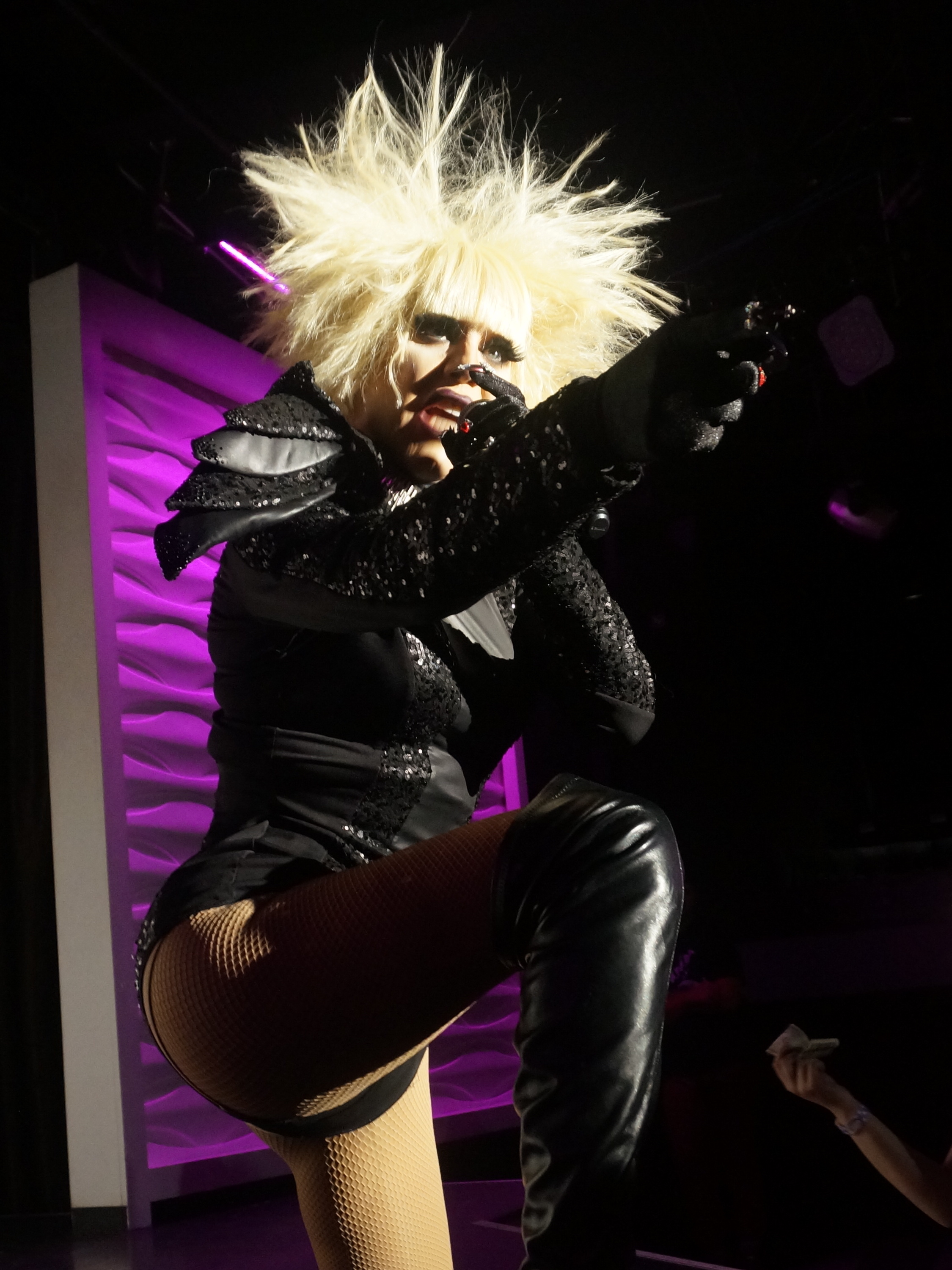
نيدلز في أحد العروض

نيدلز اصدرت ألبومها الثاني بعنوان Taxidermy في 31 أكتوبر عام 2015، مع أغنية دراكولا والفيديو الموسيقي المصاحب لها من إخراج سانتياجو فيليبي. الأغنية الثانية التي تم إصدارها في 5 أغسطس 2016 Hollywoodn’t. أخرج «سانتياجو فيليبي» الفيديو الموسيقي مرة أخرى وكشف الجانب المظلم من هوليوود. ألبومها الثالث Battle Axe اصدر لأول مرة في 6 أكتوبر 2017 جنباً إلى جنب مع فيديو موسيقي بنفس اسم الاغنية. الأغنية الثانية من الألبوم هي "Andy Warhol Is Dead" والتي تم إصدارها في 5 نوفمبر 2017. ساهمت نيدلز في ألبوم Christmas Queens 3
مشاريع أخرى
أصبحت نيدلز مضيفةً لعروض الرعب في أكتوبر 2012 عندما بدأت في عرض أفلام الرعب والتشويق التي تبث على شبكة Logo Tv تحت عنوان سلسلة Fearce كما أصبحت نيدلز وجه حملة إعلانية من قبل منظمة بيتا حيث يظهر على لوحات الإعلانات في جميع أنحاء الولايات المتحدة.

## جوائز وأوسمة
في يونيو 2012 أصدر مجلس مدينة بيتسبرغ إعلانًا رسميًا يعلن يوم 12 يونيو 2012، «يوم شارون نيدلز».
كما تم التصويت على شارون نيدلز «أفضل مؤدي مسرحي» في بيتسبرغ 2015 من قبل موظفي صحيفة بيتسبرغ سيتي.

## الحياة الخاصة
إلتقى شارون نيدلز بخليله الاسكا ثاندرفاك من خلال ماي سبيس في ديسمبر 2009 وانتقلا للعيش معاً في عام 2010. كانوا في علاقة مدتها أربع سنوات أنهوها في عام 2013 ولاتزال تجمعهم الصداقة.
اكواريا الفائزة بالموسم العاشر من روبول دراق ريس هي الـ “Drag Daughter” لشارون نيدلز.

## روابط خارجية
- شارون نيدلز على موقع IMDb (الإنجليزية)
- شارون نيدلز على موقع ميوزك برينز (الإنجليزية)
- شارون نيدلز على موقع ديسكوغز (الإنجليزية)
- شارون نيدلز على موقع قاعدة بيانات الفيلم (الإنجليزية)